# 丁志刚
丁志刚（1919年5月12日—1996年10月3日），曾用名丁铸铁，笔名管一丁，原籍江苏徐州，生于山东滕县，中国图书馆管理专家，曾任山东省文学艺术界联合会副主席，北京图书馆党委副书记、副馆长。